# Bebearia theognis
Bebearia theognis är en fjärilsart som beskrevs av William Chapman Hewitson 1864. Bebearia theognis ingår i släktet Bebearia och familjen praktfjärilar. Inga underarter finns listade i Catalogue of Life.

## Bildgalleri

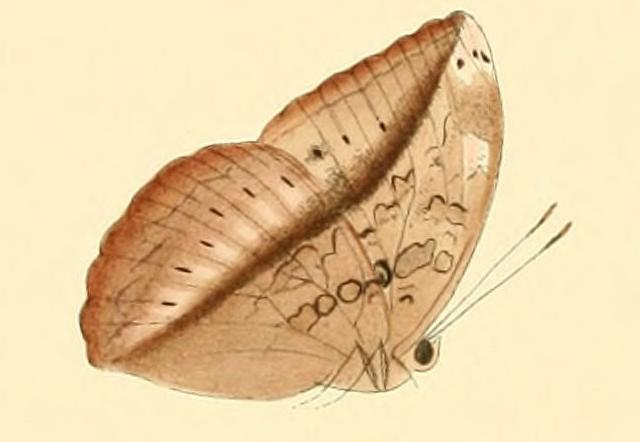
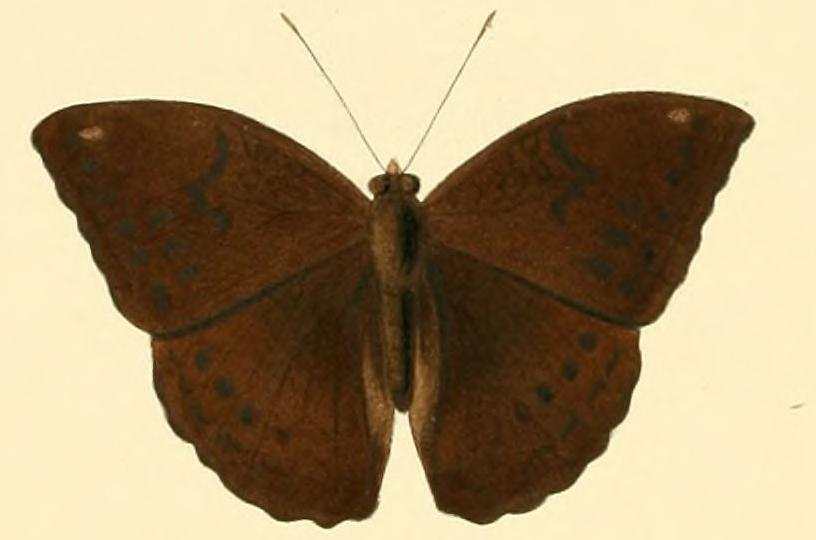
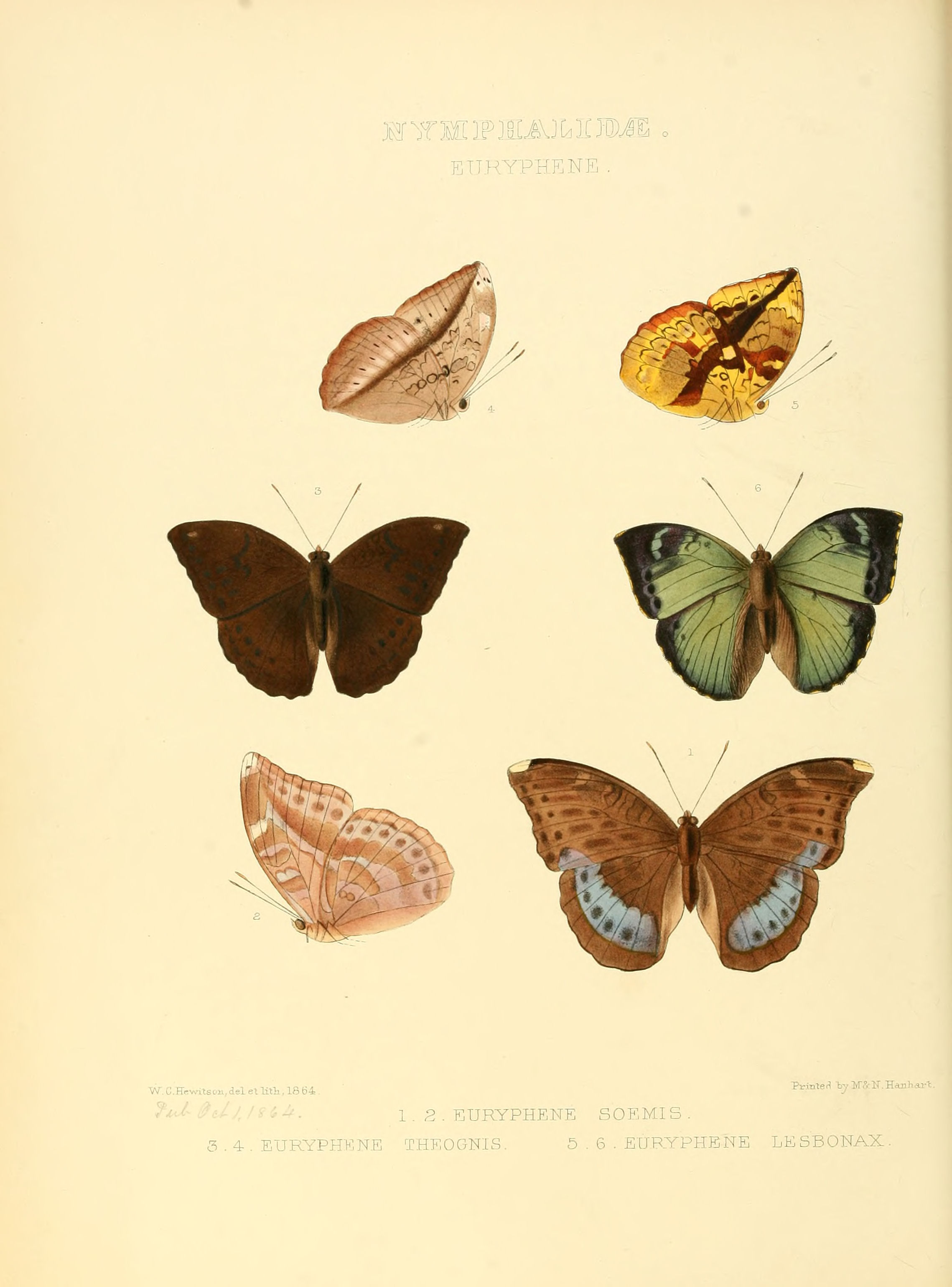